# 연인 (2004년 영화)
《연인》(중국어: 十面埋伏)은 2004년 개봉한 무협 로맨스 영화이다. 장이머우가 감독과 공동각본을 맡았다.

## 줄거리
서기 859년, 당나라가 쇠퇴하면서 여러 반란 세력이 등장한다. 그중 가장 큰 세력은 부패한 정부에 맞서 싸우는 비도문으로, 부자들의 재산을 빼앗아 가난한 사람들에게 나눠주며 민심을 얻는다. 경찰관 레오와 진은 10일 안에 비도문의 수장을 처치하라는 명령을 받지만, 누구도 수장의 정체를 알지 못해 불가능한 임무처럼 보인다.
임무를 완수하기 위해 레오는 이전 수장의 딸로 의심되는 맹인 무희 메이를 체포한다. 진은 반군 동조자인 척하며 메이를 감옥에서 탈출시켜 그녀의 신뢰를 얻는다. 두 사람은 비도문 본부로 향하고, 레오는 뒤에서 증원군과 함께 추격한다. 메이와 진은 점차 사랑에 빠진다.
속임수를 현실적으로 만들기 위해 레오와 경찰들은 두 사람을 매복 공격하는 척하지만, 곧 진짜 군인들의 공격을 받는다. 비밀 회의에서 레오는 군대가 개입하여 진과 메이를 죽이려 한다는 사실을 밝힌다. 며칠 후, 진과 메이는 대나무 숲에서 다시 공격을 받고 죽을 뻔하지만, 비도문의 도움으로 본부로 이동한다. 이때 메이는 맹인 연기를 해왔으며, 이전 수장의 딸이 아니라는 사실이 드러난다. 게다가 메이는 비도문의 스파이였던 레오와 약혼한 사이였다. 비도문은 군대를 두려워하지 않았고, 오히려 공개적인 전투를 기대하고 있었다.
레오는 메이에게 잠입 작전 이후 3년 동안 그녀를 기다렸다고 말하며, 어떻게 단 3일 만에 진과 사랑에 빠질 수 있는지 묻지만, 메이는 마음이 진에게 향해 있다고 답한다. 레오는 메이를 공격하려 하지만, 상관 니아가 개입하여 그들을 분리시키고 레오에게 새로운 임무를 준다. 메이는 진을 처형하라는 명령을 받지만, 대신 그를 풀어준다. 하지만 메이는 도망치기를 거부한다. 나중에 마음을 바꾼 메이는 진을 쫓아가지만 레오의 매복 공격을 받고, 레오가 던진 두 개의 단검에 맞는다. 메이는 하나는 막지만 다른 하나에 치명상을 입는다. 진과 레오는 격렬하게 싸우지만 승패를 가리지 못하고, 격렬한 눈보라가 몰아치고 군대가 비도문을 향해 다가온다.
두 사람 모두 심하게 다치고 지쳐 있는 가운데, 레오는 니아가 준 단검으로 진을 죽이려 한다. 그때 메이가 레오의 단검이 가슴에 꽂힌 채 다시 나타나 레오를 죽이려 한다. 진은 메이에게 자신을 구하지 말고 스스로를 지키라고 애원한다. 긴장된 순간 끝에 레오는 진을 살리고 메이의 단검에 죽으려 하지만, 메이는 날아오는 레오의 단검을 막으려다 결국 죽는다. 레오는 죄책감에 괴로워하며 떠나가고, 진은 메이의 시신을 끌어안고 그녀를 "다시 볼 수 없는 아름다운 여인"이라고 찬양하며 노래한다. 비도문이 군대와의 싸움에서 승리했는지는 불분명하게 남는다.

## 출연

### 주연
- 카네시로 타케시
- 유덕화
- 장쯔이

## 기타
- 협력프로듀서: Zhenyan Zhang
- 미술: 후오 팅샤오
- 특수효과: 에디 웡
- 의상: 와다 에미
- 무술감독: 정소동

## 한국어 더빙 성우진(MBC)
- 안지환 - 유포두 (유덕화)
- 김영선 - 진포두 (카네시로 타케시)
- 정미숙 - 메이 (장쯔이)
- 기경옥
- 윤소라
- 방성준
- 김두희
- 양준건
- 유상우
- 이민하
- 한경화